# Municipio de Colfax (condado de Boone)
El municipio de Colfax (en inglés: Colfax Township) es un municipio ubicado en el condado de Boone en el estado estadounidense de Iowa. En el año 2010 tenía una población de 662 habitantes y una densidad poblacional de 7,3 personas por km².

## Geografía
El municipio de Colfax se encuentra ubicado en las coordenadas 41°59′33″N 93°45′25″O / 41.99250, -93.75694. Según la Oficina del Censo de los Estados Unidos, el municipio tiene una superficie total de 90.65 km², de la cual 90,65 km² corresponden a tierra firme y (0 %) 0 km² es agua.

## Demografía
Según el censo de 2010, había 662 personas residiendo en el municipio de Colfax. La densidad de población era de 7,3 hab./km². De los 662 habitantes, el municipio de Colfax estaba compuesto por el 91,39 % blancos, el 1,06 % eran afroamericanos, el 0,15 % eran amerindios, el 1,96 % eran asiáticos, el 4,08 % eran de otras razas y el 1,36 % eran de una mezcla de razas. Del total de la población el 10,27 % eran hispanos o latinos de cualquier raza.